# Julija Ippolitovna Solnceva
Julija Ippolitovna Solnceva, nome d'arte di Julija Peresvetova (in russo Юлия Ипполитовна Солнцева Пересветова?; Mosca, 7 agosto 1901 – Mosca, 29 ottobre 1989), è stata una regista e attrice sovietica, moglie di Aleksandr Dovženko.

## Biografia
Nata a Mosca nel 1901 da Ippolit Peresvetov e Valentina Timochina, nel 1905 perdette entrambi i genitori: il padre, operaio in una fabbrica di zucchero, morì in un incidente sul lavoro, e la madre, commessa in un grande magazzino, ne morì poco dopo per il dolore.
Allevata dai nonni a San Pietroburgo, vi frequentò il ginnasio e, appassionata di teatro, iniziò a recitare in una piccola compagnia amatoriale. Tornata a Mosca, s'iscrisse alla Facoltà storico-filologica che abbandonò ben presto per studiare e diplomarsi nel 1922 al GITIS, l'Università d'arti teatrali, cui seguì un impiego nel Teatro Tairov.
Superato un provino cinematografico, nel 1924 il regista Jakov Protazanov le affidò il ruolo principale nel film Aėlita, che ottenne un grande successo di pubblico e le diede una fama non solo nazionale. Dagli Stati Uniti le vennero infatti proposte di lavoro, che tuttavia rifiutò. Seguirono le interpretazioni nei film Papirosnica ot Mossel'proma, Leon Kutjur'e, Burja, Glaza, kotorye videli, Džimmi Chiggins e, nel 1929, Dve ženščiny.
Nel 1928 aveva conosciuto sul set del film Burja il grande regista Aleksandr Dovženko. Si sposarono nel 1930 e da allora Julija Solnceva si dedicò alla regia, lavorando per l'ente di produzione cinematografica VUFKU, poi per lo Studio Kiev (successivamente intitolato a Dovženko) e infine alla Mosfil'm, di cui divenne dirigente nel 1946. Il suo principale impegno fu la collaborazione ai film di Dovženko, da Zemlja ad Aerograd e a Ščors, da Mičuryn a Proščak, Amerika!. Di questo periodo fu sua creazione indipendente, oltre ad alcuni documentari di guerra, il film Egor Buličov i drugie.
Dopo l'improvvisa morte di Dovženko nel 1956, girò Poema o more, Povest' plamennych let, premiato a Cannes nel 1961, Začarovannaja Desna, tutti su sceneggiature del marito. Il suo ultimo film fu Mir v trëch izmerenijach, del 1979. Morì a Mosca nel 1989 e fu sepolta accanto a Dovženko nel cimitero di Novodevičij.

## Filmografia

### Regista
- 1930 — Zemlja (La terra), aiuto regista di A. Dovženko
- 1935 — Aėrograd, aiuto regista di A. Dovženko
- 1939 — Ščors,[1] con A. Dovženko
- 1940 — Bukovina, zemlja ukrainskaja (Bucovina, terra ucraina), documentario, con A. Dovženko
- 1943 — La battaglia per l'Ucraina sovietica (Bitva za našu sovetskuju Ukrainu), documentario, con A. Dovženko e Jakov Adveenko
- 1943 — Narodnye mstiteli (I vendicatori del popolo), documentario
- 1945 — Pobeda na Pravoberežnoj Ukraine (La vittoria in Ucraina), documentario, con A. Dovženko
- 1948 — Mičuryn,[2] con A. Dovženko
- 1951 — Proščaj, Amerika! (Addio, America!), con A. Dovženko
- 1953 — Egor Bulyčov i drugie (Egor Bulyčov e gli altri).[3]
- 1954 — Rodimye pjatna (Voglie infantili)
- 1955 — Revizory ponevole (I revisori riluttanti)
- 1959 — Poėma o more (La poesia del mare)
- 1960 — Povest' plamennych let (Storia degli anni di fuoco)
- 1965 — Začarovannaja Desna (Desna incantevole)
- 1967 — Nezabyvaemoe (Indimenticabile)
- 1969 — Zolotye vorota (La porta d'oro)
- 1974 — Takie vysokie gory (Queste alte montagne)
- 1979 — Mir v trëch izmerenijach (Il mondo a tre dimensioni)

### Attrice
- Aėlita, regia di Jakov Protazanov (1924)
- La sigaraia del Mossel'prom (Papirosnica ot Mossel'proma), regia di Jurij Željabužskij (1924)
- Leon Kutjur'e, regia di Vladimir Kasjanov (1927)
- Burja, regia di Pavel Dolina (1928)
- Glaza, kotorye videli, regia di Vladimir Vilner (1928)
- Džimmi Chiggins, regia di Georgi Tasin (1928)
- Dve ženščiny, regia di Grigorij Rošal' (1929)
- La terra (Zemlja), regia di Aleksandr Dovženko (1930)
- Aleksandr Parchomenko, regia di Leonid Lukov (1942)

## Premi e onorificenze
- 1949. Premio Stalin di secondo grado per il film Mičuryn
- 1950. Ordine del Distintivo d'onore
- 1959. Festival dell'Unione (Vsesojuznyj Kinofestival'). Premio speciale al film La poesia del mare
- 1961. Festival di Cannes. Premio alla regia del film Storia degli anni di fuoco
- 1962. Festival di Londra. Premio speciale al film La poesia del mare
- 1964. Artista del Popolo della RSFSR
- 1965. Festival di San Sebastián. Premio speciale al film Desna incantevole
- 1975. Festival di Venezia. Leone d'oro per la partecipazione al progetto del film Zemlja
- 1980. Medaglia d'oro Aleksandr Dovženko al film Il mondo a tre dimensioni
- 1981. Artista del Popolo dell'URSS
- Ordine di Lenin
- Ordine della Bandiera rossa del lavoro